# جايوس يوليوس سفيلايس
جايوس يوليوس سفيلايس كان قائد الثورة الباتافية ضد الرومان في 69. له اسمه يظهر أنه (أو أحد أسلافه) أصبح مواطناً رومانياً (وبالتالي، القبيلة تابعة رومانية) إما عن طريق أغسطس أو كاليغولا.